# DM i landevejscykling – Enkeltstart (U23 damer)
Danmarksmesterskaberne i enkeltstart for U23 damer er en årligt tilbagevendende begivenhed i dansk cykelsport, som for første gang blev afholdt i 2023. Løbet bliver afholdt i slutningen af juni. U23-rytterne køre i samme felt som elitedamerne, og kan derfor også vinde mesterskabet i denne række.

## Historie
Efter at UCI valgte at der ved VM i landevejscykling 2022 for første gang skulle kåres U23-verdensmestre blandt kvinderne i linjeløb og enkeltstart, besluttede Danmarks Cykle Union at der fra DM i landevejscykling 2023 for første gang skulle kåres danmarksmestre for U23-kvinder. Siden DM i landevejscykling 1996 var der blev kåret U23-danmarksmestre i linjeløb for herrer, og i 2000 blev den første U23-enkeltstartsmester for herrer fundet. 

## Reglement
For at deltage som i U23-mesterskaberne skal rytteren i kalenderåret for løbet fylde 19 til 22 år. Der er samkørsel med elitedamerne, og hvis en U23-rytter kommer først overmålstregen, bliver denne både danmarksmester for elite og U23. Ligeså gælder det hvis en U23-rytter bliver samlet nummer to i feltet, og er første U23-rytter, vinder hun sølvmedalje for eliten og bliver U23-danmarksmester. Der er en samlet resultatliste for alle startende elite og U23-ryttere, og en særskilt resultatliste kun for U23-rytterne.
Første gang en rytter vandt to medaljer var ved løbet i 2024, da Alberte Greve kom ind på en samlet 3. plads, og var bedste U23-rytter. Derfor vandt hun bronze for eliten og blev U23-mester. 

## Vindere
| År   | Vinder              | Toer                | Treer               |
| ---- | ------------------- | ------------------- | ------------------- |
| 2023 | Laura Auerbach-Lind | Mille Troelsen      | Tusnelda Svanholmer |
| 2024 | Alberte Greve       | Laura Auerbach-Lind | Gertrud Riis Madsen |
| 2025 | Gertrud Riis Madsen | Alberte Greve       | Laura Auerbach-Lind |